# 鹿滿村
23°29′59.7″N 120°32′03.7″E / 23.499917°N 120.534361°E
鹿滿村是臺灣嘉義縣竹崎鄉轄下的行政區。位於嘉義縣東北近山地帶，鄰近面積約2.966406平方公里，行政區包含16個鄰、512戶、人口數為1,631人。
聚落是以竹崎鄉的主要街區，區內景點眾多如有鹿滿天奉宮、鹿滿百年教會、大興福宮及竹崎真武廟等。

## 地理
鹿滿村涵蓋水景頭、溪心、麻箕浦，其中以溪心為主要聚落地，北臨朴子溪，南向麻箕浦坑仔，上游則有來自坑仔坪山區匯集而成的小河流，向西流貫穿麻箕浦及溪心匯入牛稠溪，因此溪心是被朴子溪及牛稠溪環繞其中。

## 聚落歷史
鹿滿村舊稱鹿麻產，原屬於伊姆諸領土範圍，十六世紀時，鄒人於此開墾，並建立分社盧麻產（Yomasana），當時的土地範圍包含今日之內埔村，清初期設有土牛界碑於今內埔村。1717年，盧麻產遭天花瘴癘之災，死亡甚眾，倖存族人徙離至阿拔泉（今南投縣竹山鎮田子里），盧麻產土地為漢人所租用，據目前仍留存的「阿里山番租」契約顯示，1719年吳鳳與「阿里山土官」（台語猫音，與貓不同）簽訂租約，贌租原屬盧麻產社所有的番仔潭，位於灣橋附近，再轉佃租給入墾的漢人。:130-143漢人庄民每年需繳納稅金予伊姆諸，直至至少光緒13年（1887），番大租仍是伊姆諸收取。其後漢人移墾，鹿滿村於清末年間已經開始有聚落，人文薈萃、商業發達及各種商店林立。
清領後期，伊姆諸國力衰弱，鹿麻產被劃入清朝領土，依保甲制將本村劃歸被劃為福建省臺灣府嘉義縣大目根保。日治時期初期治安和行政機關先設立於鹿滿庄（本村），其後竹崎鄉的第一所學校——鹿麻產公學校同時也首先設立於此地（1909年），之後村子逐漸發展形成聚落。然而，於1908年，阿里山森林鐵路由嘉義至竹頭崎（今竹崎）路段完工，其後，大正9年(1920)10月1日地方行政區域改制，大目根保，改為竹崎庄，屬於臺南州嘉義郡管轄。行政中心及鐵道交通樞紐被竹崎大字（今竹崎村、和平村）所取代。公路運輸上，本村原也是舊阿里山公路的門戶，直至阿里山公路開通後逐漸沒落。

## 教育
本區域內設立一所國小為鹿滿國小。此校建於1909年4月是一所歷史悠久的老校迄今已有百多年的歷史，原名為鹿麻產公學校。現今有國小及幼稚園的教育。

## 文化資產

### 天奉宮
建於1978年，奉祀的主神為開基五媽，俗稱「五媽娘娘」。建築特色為前殿正脊為雙龍朝三星，側脊彩鳳，垂脊為草尾，造型清麗。

### 大興福宮
建於1953年其中又於1979年重新整修，奉祀的主神為土地公，每年的八月十六或十七有新舊爐主頭家交接活動（吃新交舊）。

### 麻箕埔三山國王廟
建於1997年，此廟供奉了三尊由許氏的先賢自廣東省潮州饒平縣請來的神像，又其中奉祀的主神為三山國王。

## 景點
較為人所熟知的景點有鹿滿百年教會、鹿滿客家文化菸樓、鹿麻產車站、竹崎真武廟、清華山德源禪寺等，歷史悠久，富有獨特的中式廟宇的建築特色。

## 其他特色
產業有竹崎在地農特產品，如柿子、愛玉子等。

## 外部連結
- 嘉義縣竹崎戶政事務所 （页面存档备份，存于）
- 嘉義縣竹崎鄉鹿滿社區（页面存档备份，存于）
- 文化資源地理資訊系統（页面存档备份，存于）
- 嘉義縣竹崎鄉公所（页面存档备份，存于）